# Kaufhaus Schocken

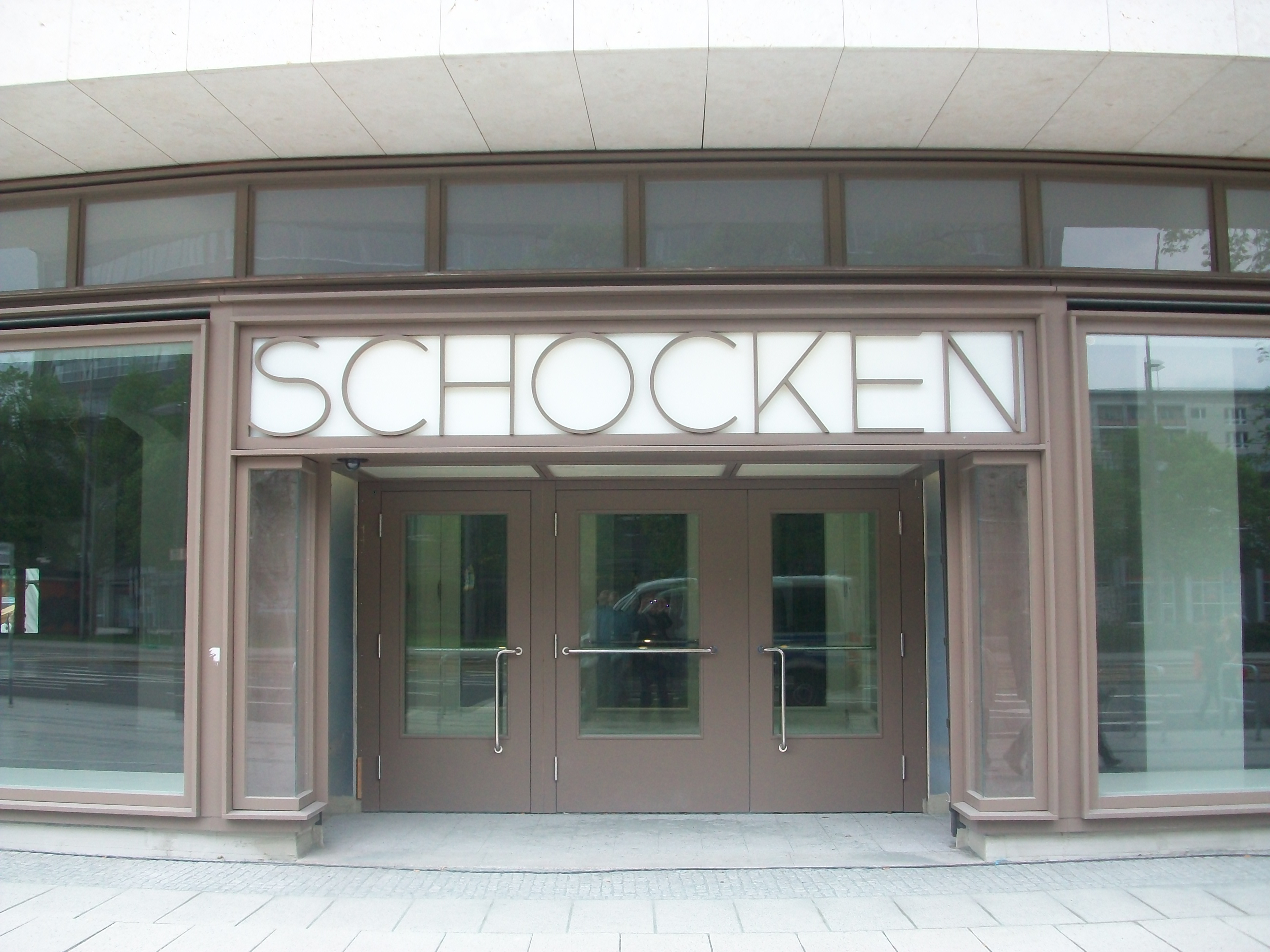
Rekonstruierter Eingang des ehemaligen Kaufhauses in Chemnitz, heute Staatliches Museum für Archäologie (2013)

Kaufhaus Schocken ist die Bezeichnung mehrerer Warenhäuser des ehemaligen westsächsischen Einzelhandelskonzerns I. Schocken Söhne Zwickau. Die Eigentümer des Warenhaus-Konzerns waren – bis zur Enteignung in der NS-Diktatur – die jüdischen Gebrüder Salman und Simon Schocken.

## Gründung

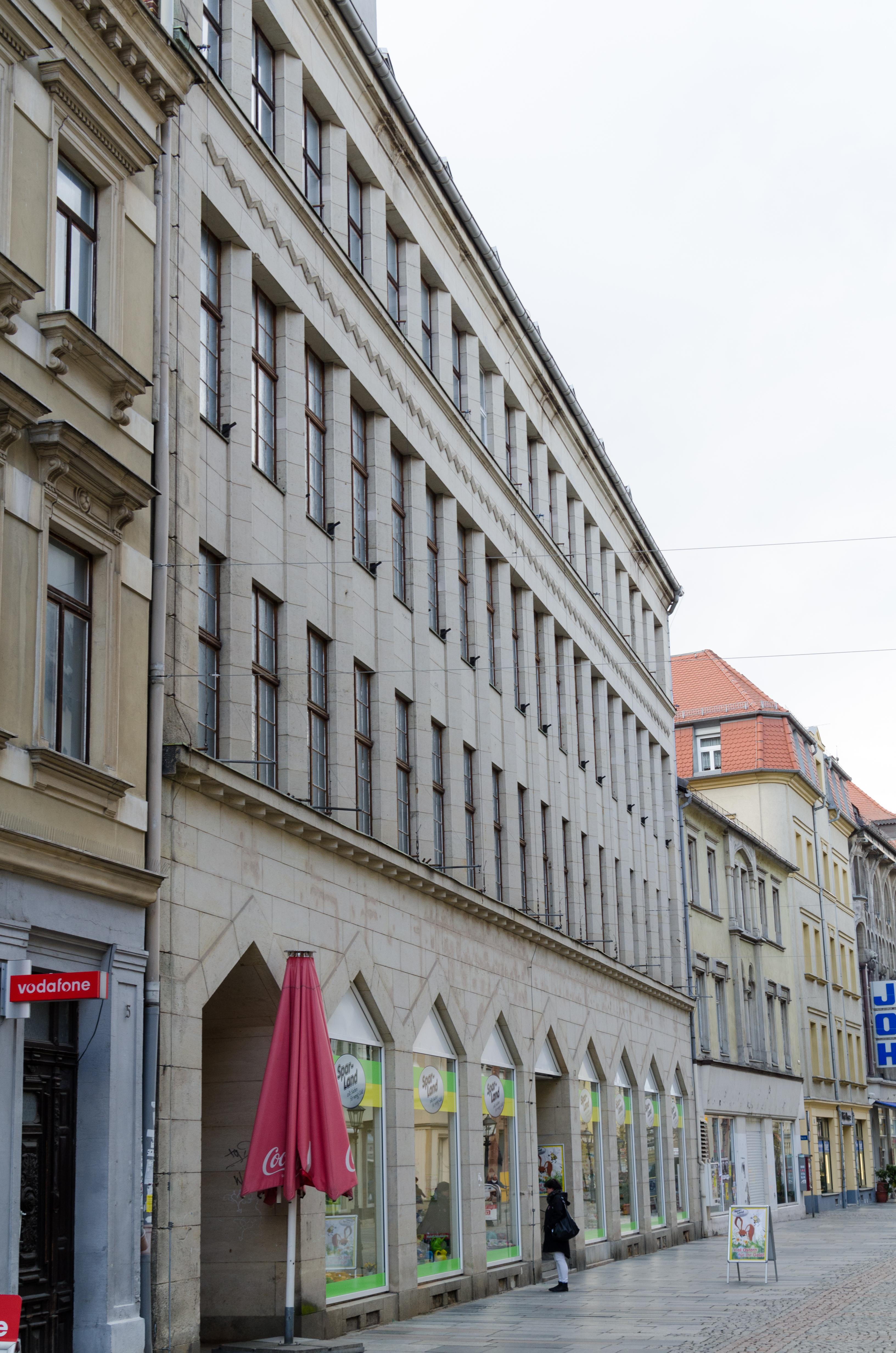
Kaufhaus Zwickau, Hauptstraße (2015)

Am 18. März 1901 wurde in Zwickau das Warenhaus Ury Gebrüder, Zwickau / Leipzig von den Gebrüdern Moritz und Julius Ury gegründet. Leiter des Warenhauses in der damaligen Wilhelmstraße 9 – heute Hauptstraße – war Simon Schocken (1874–1929), der in die Eigentümerfamilie Ury eingeheiratet hatte. Im gleichen Jahr ging auch Salman Schocken auf das Angebot seines Bruders Simon Schocken mit dem Geschäft ein. Im Jahre 1904 gründeten die Brüder Schocken ihr erstes eigenes Kaufhaus in der Meinertstraße 18 in Oelsnitz/Erzgeb. Das Zwickauer Warenhaus ging 1906 in den alleinigen Besitz von Simon Schocken über, der dann 1907 gemeinsam mit Salman Schocken die Firma I. Schocken Söhne Zwickau gründete. Außerdem kam es zur Gründung einer Einkaufszentrale mit Sitz in Zwickau, die beide Warenhäuser belieferte.

## Expansion

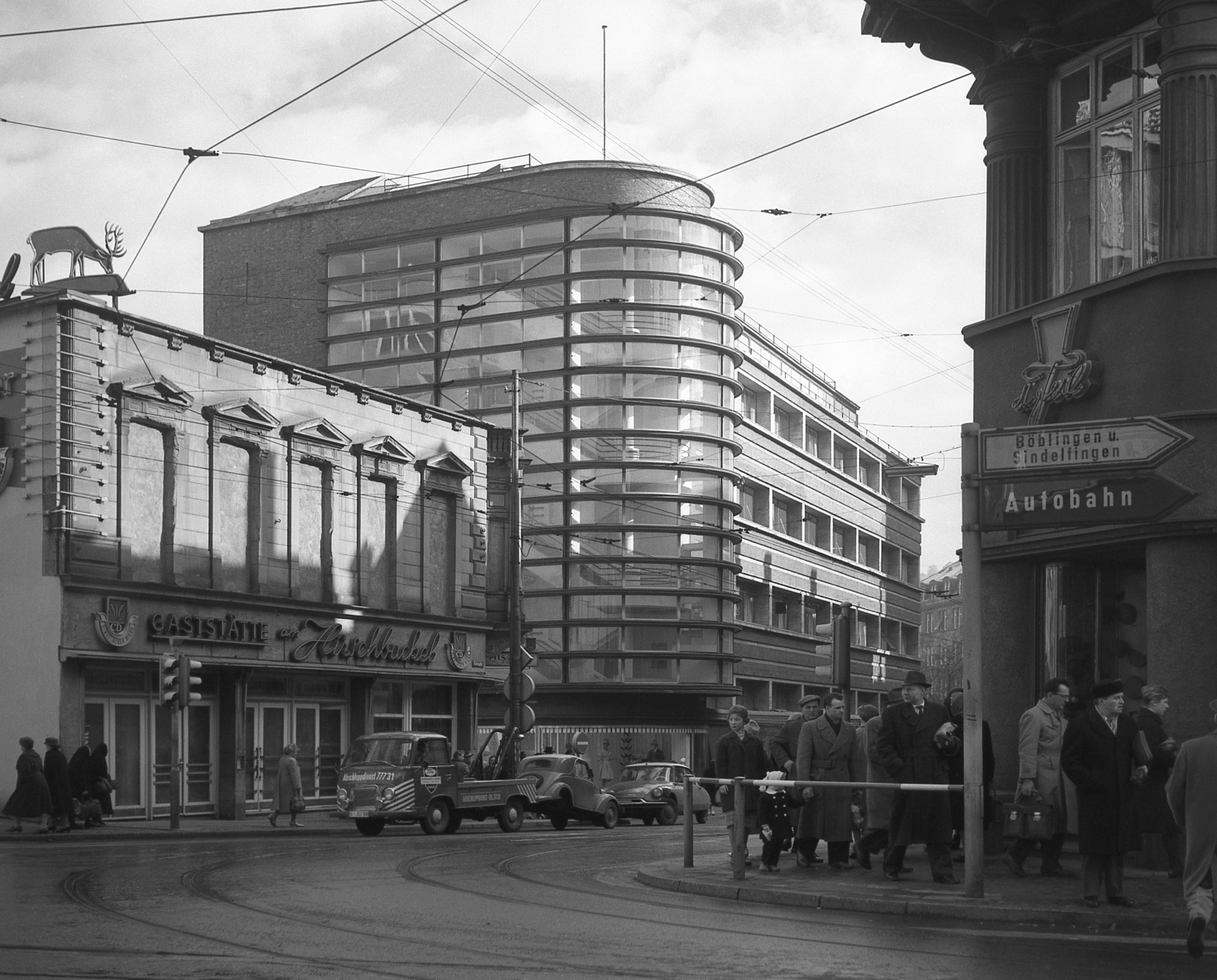
Kaufhaus Schocken in Stuttgart, erbaut 1926/28, Zustand 1960

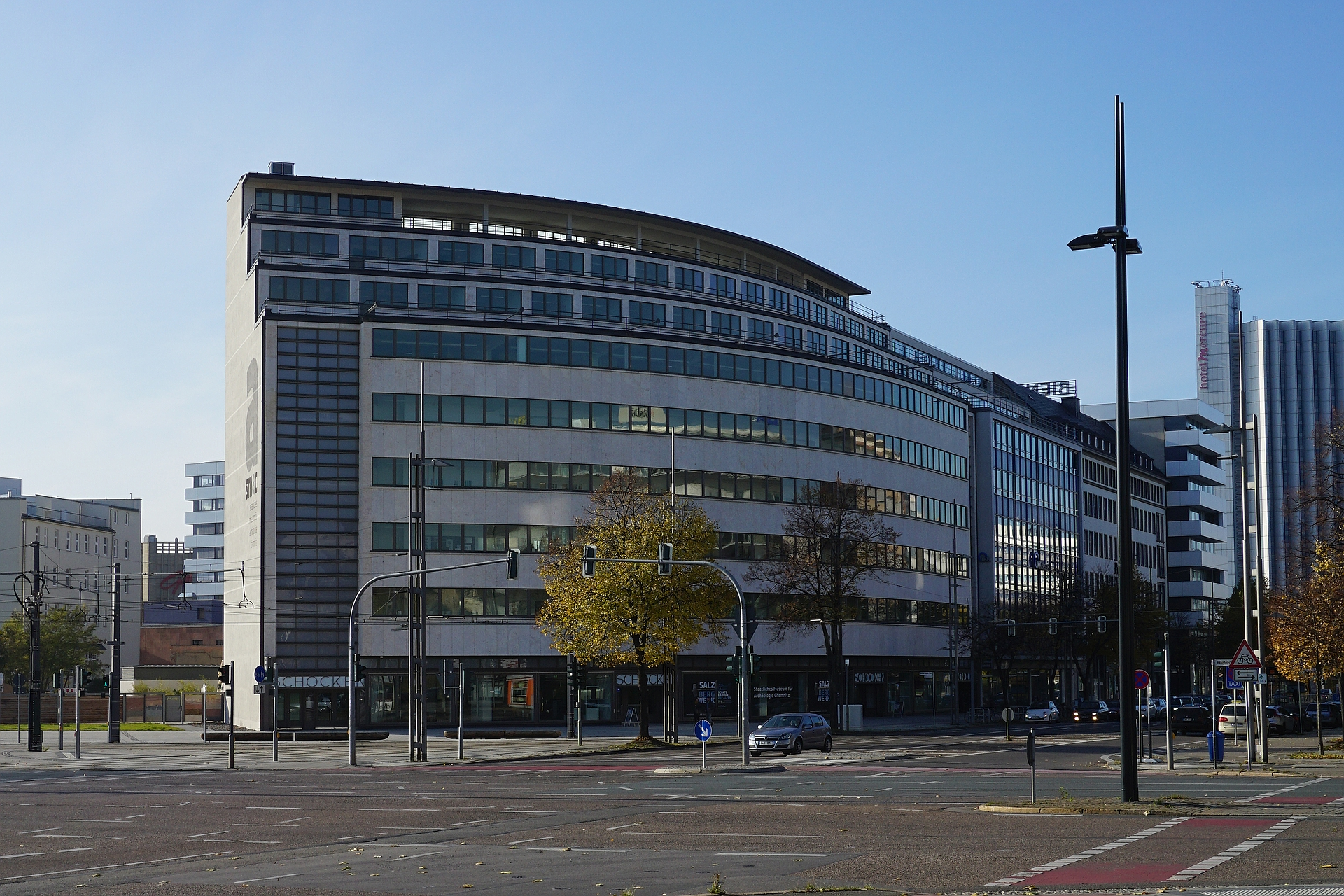
Das ehemalige Kaufhaus Schocken in Chemnitz (2015)

Aktie über 1000 RM der Merkur AG vom Oktober 1941

Zwischen 1909 und 1913 eröffnete das Unternehmen Warenhäuser u. a. in Aue, Planitz, Meißen, Zerbst, Cottbus und Frankenberg. Schocken expandierte bis 1930 zur viertgrößten Warenhauskette Deutschlands mit insgesamt 20 Filialen und Zwickau als Hauptbüro. Im Dezember 1921 wurde das Unternehmen zu einer Kommanditgesellschaft auf Aktien umgeformt. Die offene Handelsgesellschaft I. Schocken Söhne blieb Zentraleinkaufsbetrieb der Warenhäuser.
In den 1920er Jahren entwickelte sich der Schocken-Konzern dank der von Salman Schocken entwickelten Verkaufs- und Geschäftsstrategien, der sorgsamen Vorbereitung des Einkaufs, des Ausbaus leistungsfähiger Produktionsbetriebe und der stetigen Umsatzsteigerung in den Warenhäusern zu einem der erfolgreichsten Warenhausunternehmen in Deutschland (1932 mit 5.200 Angestellten). Soziales Engagement wurde 1920 mit Einrichtung von Personalbibliotheken in allen Filialen, und 1924 mit der Errichtung des Erholungsheims in Rautenkranz (Vogtland) deutlich sichtbar.
Im Jahre 1926 wurde die Filiale am Nürnberger Aufseßplatz eröffnet. Das Gebäude wurde von dem namhaften Architekten Erich Mendelsohn 1925 entworfen und galt als Meilenstein des Neuen Bauens in Nürnberg. Auch für Stuttgart entwarf Erich Mendelsohn von 1926 bis 1928 das Kaufhaus Schocken gegenüber dem Tagblatt-Turm und dem Hegelhaus.
Am 15. Mai 1930 wurde in Chemnitz eine Filiale des Schocken-Konzerns eröffnet, die nach der Wende von 1989/90 in ein Museum umgewandelt wurde. Die Entwürfe für diesen Bau stammten ebenfalls von Mendelsohn. Es wurde vor allem durch seine dynamisch wirkende Fassade, deren Fensterbänder sich nachts als Lichtbahnen präsentierten, berühmt, und es wurde zum architektonischen Wahrzeichen des modernen Chemnitz. Zu dieser Zeit war Schocken die viertgrößte Warenhauskette Deutschlands, mit allein über 20 Filialen im Freistaat Sachsen.

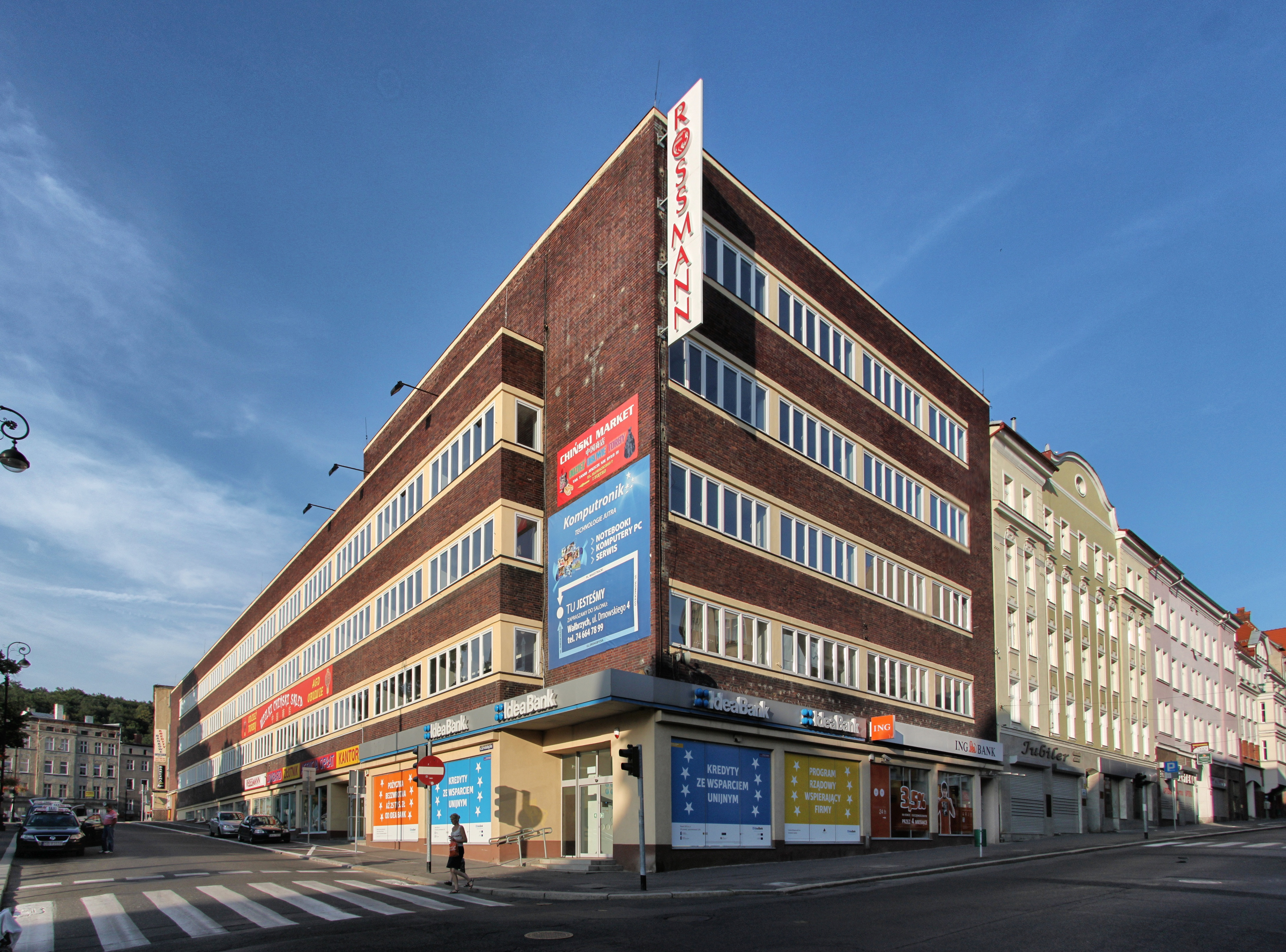
Das ehemalige Kaufhaus Schocken in Waldenburg (Wałbrzych 2013)

Weitere Kaufhäuser existierten in Auerbach, Augsburg, Bremerhaven, Crimmitschau, Freiberg, Lugau, Pforzheim, Regensburg, Stuttgart, Waldenburg (Schlesien). Das Waldenburger Kaufhaus wurde 1929 vom Gropius-Schüler Bernhard Sturtzkopf errichtet. Das Unternehmen unterhielt weiterhin ein Einkaufshaus für Strumpfwaren, Textilwerkstätten, eine eigene Strumpffabrik (1921), Warenprüfungsstellen und Einkaufszentralen in Nürnberg und Berlin.

## Entwicklung in der NS-Diktatur
Im November 1933 wurde die Schocken KGaA, die zu dieser Zeit über ein weit verzweigtes Filialnetz mit mehr als 30 Geschäften außerhalb Berlins verfügte, in eine Aktiengesellschaft mit 4,2 Millionen Reichsmark Kapital bei 3,75 Millionen Reichsmark offenen Reserven umgewandelt, deren Hauptaktionär weiterhin Salman Schocken war. Am 26. Oktober 1929 starb Simon Schocken, 55-jährig, an den Folgen eines Verkehrsunfalls. Dem Aufsichtsrat gehörte auch der Bruder Julius Schocken an, selbst Betreiber von Warenhäusern im Raum Bremerhaven, die allerdings nicht zum Schocken-Konzern gehörten, wohl aber im Bereich Personalausbildung und Einkauf über Jahre kooperierten.
In deutschen Wirtschaftskreisen war Salman Schocken namentlich dadurch bekannt geworden, dass er die Grundfragen des Warenhauswesens in Schriften und Vorträgen vielfach erörterte und insbesondere die Warenhaus-Idee theoretisch fundierte.
1936 übernahm eine von Sir Andrew McFadyean geführte britische Bankengruppe die Mehrheit des Besitzes, um so als „arisiert“ zu gelten, während eine starke Minderheit und ein Teil des Grundbesitzes in der Hand von Salman Schocken verblieben. 1937 erfolgte ein Boykott gegen jüdische Geschäfte und 1938 erfolgten im Rahmen des reichsweiten Pogroms Übergriffe auf viele Filialen des Konzerns. Ende 1938 folgte die vollständige „Arisierung“ des Konzerns durch den Verkauf an eine deutsche Bankengruppe unter der Führung der Deutsche Bank AG und der Reichs-Kredit-Gesellschaft AG, beide mit Sitz in Berlin, und damit die faktische Enteignung. Auf Beschluss der Hauptversammlung vom 9. Dezember 1938 führte die Schocken AG ab Januar 1939 den Namen Merkur Aktiengesellschaft.
Die Funktionsfähigkeit des Unternehmens konnte auch während der Kriegsjahre von 1939 bis 1945 erhalten werden.

## Nach 1945

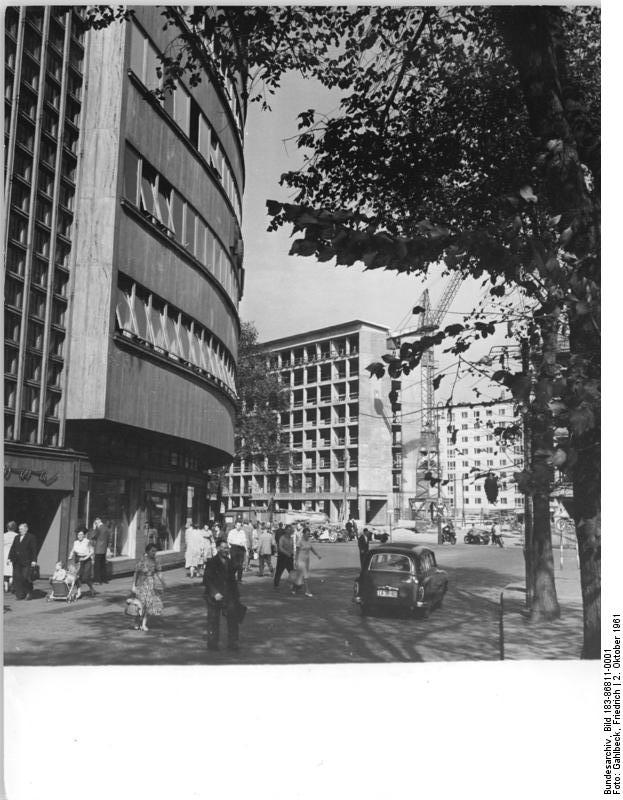
Chemnitzer HO-Warenhaus, 1961

Mit dem Volksentscheid in Sachsen 1946 wurden alle sächsischen Filialen der Merkur AG zu Gunsten des Landes Sachsen enteignet. Die sächsischen Geschäfte wurden als landeseigenes Unternehmen der Industrieverwaltung 64 – Kauf- und Warenhäuser unterstellt und Ende 1948 dem Verband Sächsischer Konsumgenossenschaften angeschlossen. Aus dem Chemnitzer Haus wurde zuerst ein HO-Warenhaus, dann 1965 das erste Centrum Warenhaus der DDR.
Die Rückerstattung des Konzerns an die Familie Schocken, bezogen auf die in der US-amerikanischen Besatzungszone liegenden Teile der Merkur AG, erfolgte 1949. Die Familie Schocken erhielt 51 % des Grundkapitals der Gesellschaft. Obwohl das Unternehmen sich bereits wieder positiv entwickelte, verkaufte Salman Schocken aus nicht bekannten Gründen seinen Anteil an der Merkur AG 1953 an Merkur, Horten & Co. mit Hauptsitz in Nürnberg.
Aus der Merkur, Horten & Co. wurde später die Horten AG mit Sitz in Düsseldorf, später übernommen durch die Kaufhof AG, die heute zur Signa Holding gehört.
Der Name Schocken ist bis heute im Sprachgebrauch der Bremerhavener, Chemnitzer, Cottbuser, Nürnberger, Regensburger, Stuttgarter, Pforzheimer und Zwickauer Bevölkerung erhalten geblieben; so existiert beispielsweise heute in der Stuttgarter Hirschstraße der in Anlehnung an das frühere Kaufhaus benannte „Club Schocken“.

## Einzelne Filialen

### Auerbach/Vogtl.
Der Standort war am Neumarkt. Das Erdgeschoss wird heute von Woolworth genutzt, die obere Etage steht leer. Von städtischer Seite gibt es Bemühungen, einen „Treffpunkt für alle Generationen“ einzurichten.

### Chemnitz
Das 1930 nach Plänen Mendelsohns errichtete Gebäude wurde im Mai 2014 als Staatliches Museum für Archäologie Chemnitz (smac) wiedereröffnet, wobei im Zuge umfangreicher Sanierung die ursprüngliche Fassadengestaltung einschließlich des Schocken-Signets rekonstruiert wurden. Die Innenausstattung plante 1930 Bernhard Sturtzkopf. Das Haus verfügte über die erste Rolltreppe in Chemnitz.

### Cottbus
Das Warenhausgebäude des Schocken-Konzerns in Cottbus in der Spremberger Straße war bis zur Eröffnung des „Konsument“-Warenhauses 1968 zeitweise HO-Warenhaus. Es wurde 1980 bis auf einen Seitenflügel abgerissen.

### Nürnberg
Das 1926 eröffnete Gebäude des namhaften Architekten Erich Mendelsohn wurde im Zweiten Weltkrieg bei den Luftangriffen auf Nürnberg nur leicht zerstört, der Geschäftsbetrieb begann bereits wieder im Herbst 1945. 1953 wurde das Gebäude erheblich vergrößert, 1958 und 1963 nochmals umgebaut und vergrößert, wobei dann auch die Hortenwaben angebracht wurden. Nach Schocken waren die Ketten Merkur, dann Horten, dann Kaufhof vertreten. 2013 wurde das Gebäude vorerst geschlossen. Im September 2020 begann der Abriss des Komplexes.

### Oelsnitz/Erzgeb.
Nach dem Ende des Zweiten Weltkriegs ging das erste Kaufhaus Schocken in Volkseigentum über. Nach der politischen Wende 1989/90 wurde es an die Familie Schocken zurückgegeben. Von 1999 bis 2000 wurden beide Gebäude umfassend restauriert.

### Regensburg
Das ehemalige bei den Einwohnern beliebte Kaufhaus Schocken hatte seinen Standort auf dem Spielhof, einem kleinen, dreieckigen Platz mit nur vier Anwesen, östlich anschließend an den Neupfarrplatz, von diesem aber abgegrenzt durch eine Mauer und durch das Gebäude der 1885 entstandenen ehemaligen Kreissparkasse, ein Pseudorenaissancebau in Klinkertechnik. Bereits 1970 begannen dann Baumaßnahmen zum Neubau eines Großkaufhauses der Horten AG auf dem östlichen Neupfarrplatz, der mit dem Spielhof vereinigt werden sollte. Dafür wurde 1970 zunächst die abgrenzende Bebauung zum Spielhof abgebrochen und 1972 wurde dann auch die restliche Bebauung abgebrochen, darunter neben dem Kaufhaus Schocken auch ein 1911 erbautes Gebäude der Stadtsparkasse, ein Neubarockbau mit Jugendstilelementen. Erhalten blieben nur die Säulen und Teile der Fassade des Gebäudes Alte Wache (Regensburg), dessen Fassade in den Neubau einbezogen wurde.

### Stuttgart
Das Kaufhausgebäude von Erich Mendelsohn wurde im Krieg durch Bombentreffer beschädigt und brannte aus, konnte aber nach dem Krieg wieder aufgebaut werden. 1960 wurde es von der Stadt Stuttgart unter großem, auch internationalem Protest zum Abriss freigegeben. Der Club Schocken nahe dem ehemaligen Kaufhaus hat daher seinen Namen.

### Zwickau
Das Stammhaus zwischen Hauptstraße und Marienplatz war 1845 als Kreiskrankenstift eröffnet worden. Nachdem die inzwischen Königliches Krankenstift genannte Einrichtung das Haus verlassen hatte, wurde es von der Händlerfamilie Ury erworben und 1901 als deren Warenhaus mit der damaligen Adresse Wilhelmstraße 9 eröffnet. Simon Schocken übernahm die Immobilie 1906, der Name Warenhaus Ury Gebrüder blieb für das Haus aber bis 1926 bestehen. 1924 beantragte Simon Schocken eine Neugestaltung der Fassade, die auch die inzwischen durch ihn erworbenen Nachbarhäuser Wilhelmstraße 7, 9 und 11 umfasste. Diese wurde in der heute noch weitgehenden erhaltenen Form umgesetzt. Tatsächlich ließ Schocken einen tiefgreifenden auch inneren Umbau der Häuser vornehmen, der ihn auch in einen Konflikt mit der Stadtverwaltung brachte. Begleitet von fortgesetzt Verhandlungen mit der Bauverwaltung wurde bis 1929 der Umbau des Gebäudekomplexes zu einem Warenhaus abgeschlossen.

### Zum Gesamtunternehmen
- Konrad Fuchs: Ein Konzern aus Sachsen. Das Kaufhaus Schocken als Spiegelbild deutscher Wirtschaft und Politik 1901–1953. Deutsche Verlags-Anstalt, Stuttgart 1990, ISBN 3-421-06581-0
- Hans-Eberhard Happel u. a.: Schocken eine deutsche Geschichte. Bremerhaven 1994, ISBN 3-927857-53-X
- Anthony David: The Patron. A Life of S. Schocken 1877–1959. Metropolitan Books, New York 2003. (Kritische Besprechung von Michael Brocke in: Kalonymos. Beiträge zur deutsch-jüdischen Geschichte aus dem Salomon Ludwig Steinheim-Institut 9. Heft 1/2006, S. 6f ISSN 1436-1213). Dort auch Schwerpunktartikel über Schocken. Das Buch ist auch in Hebräisch erschienen. Schocken, Tel Aviv 2006
- Norbert Peschke: Der Zwickauer Schocken-Konzern. In: Sächsische Heimatblätter. Zeitschrift für sächsische Geschichte, Denkmalpflege, Natur und Umwelt. Nr. 47, 2001, ISSN 0486-8234, S. 319–332.
- Claudia Kleemann, Martin Ulmer, Peter Mettmann: Simon Schocken: Jüdischer Kaufhauspionier - Philanthrop - Gestalter. Schmetterling Verlag, 2020, ISBN 3-89657-163-X.
- Jens Beutmann, Jens Dietrich, Ludwig Geßner, Jürgen Nitsche, Bernd Sikora (Autoren), Deutscher Werkbund Sachsen (Hrsg.): Der Bauhausstil – Markenzeichen des Schocken-Warenhauskonzerns. Passage-Verlag, Leipzig 2021, ISBN 978-3-95415-112-7.

### Zu einzelnen Filialen

#### Chemnitz
- Werner Hegemann: Erich Mendelsohn’s Kaufhaus Schocken-Chemnitz. In: Wasmuths Monatshefte für Baukunst, Jg. 14 (1930), Nr. 8, urn:nbn:de:kobv:109-opus-8577, S. 345–356 (neun Abbildungen)
- Christian Schönwetter: Staatliches Museum für Archäologie in Chemnitz. Verlustreicher Gewinn. In: Deutsche Bauzeitung, 09/2014, 30. November 2014, abgerufen am 20. August 2019
- Jürgen Nitsche: Das Kaufhaus Schocken in Chemnitz – Geschichte und materielle Welt. In: Sächsische Heimatblätter. 60(2014)4, S. 386–395.
- Werner Jacob: Die nicht tragfähige Leichtigkeit des Steins. Erich Mendelsohns Kaufhaus Schocken in Chemnitz. In: FAZ, 30. April 1999, S. 49; abgerufen am 8. April 2011.
- Tilo Richter: Erich Mendelsohns Kaufhaus Schocken. Jüdische Kulturgeschichte in Chemnitz. Passage-Verlag, Leipzig 1998, ISBN 3-9805299-5-9.

#### Cottbus
- Lars Scharnholz: Kaufhaus Schocken Cottbus. Diekmann, 2000, ISBN 3-9807225-0-3.

#### Nürnberg
- Ein Stück Kaufhaus-Geschichte geht zu Ende. Nürnberger Zeitung, 16. Juni 2012, abgerufen am 6. Februar 2013.
- Der Kaufhof am Aufseßplatz – Eine Chronik. nordbayern.de, 14. Juni 2011; Bildergalerie
- Alexander Schmidt: „Der Schocken“ – ein jüdisches Projekt? Das Nürnberger Kaufhaus Schocken und seine Gegner. In: Antje Borrmann, Doreen Mölders, Sabine Wolfram (Hrsg.): Konsum und Gestalt. Leben und Werk von Salman Schocken und Erich Mendelsohn vor 1933 und im Exil. Hentrich & Hentrich, Berlin 2016, ISBN 978-3-95565-145-9, S. 174

#### Stuttgart
- Wolfgang Müller: Stuttgart in alten Ansichten. In: Zaltbommel, 1979, Nr. 60, 61.
- Ignaz E. Hollay: … in die Jahre gekommen. Schocken…Merkur…Horten. Die 60 Jahre eines Stuttgarter Kaufhauses. In Deutsche Bauzeitung, 122.1988, Heft 9, S. 102–112.
- Renate Palmer: Der Stuttgarter Schocken-Bau von Erich Mendelsohn. Die Geschichte eines Kaufhauses und seiner Architektur. 1995, ISBN 3-87407-209-6.
- Petra Ralle: Konsequenz Abriss. Das (un)vermeidbare Ende des Kaufhauses Schocken von Erich Mendelsohn in Stuttgart (= Veröffentlichungen des Archivs der Stadt Stuttgart, Band 90) Hohenheim, Stuttgart, 2002, ISBN 3-89850-974-5.
- Uwe Bogen (Text); Thomas Wagner (Fotos): Stuttgart. Eine Stadt verändert ihr Gesicht. Erfurt 2012, S. 30–31.
- Judith Breuer: Verloren, aber nicht vergessen: das Kaufhaus Schocken in Stuttgart. In: Denkmalpflege in Baden-Württemberg, Band 48, Nr. 3, 2019, S. 147–160
- landesarchiv-bw.de: Warenhäuser als Zielscheiben des Judenhasses (PDF; 37 MB)

#### Zwickau
- Cygnea, Nr. 6, 2008, S. 6–32 (PDF).
- Jürgen Händler und Rainer Hertting-Thomasius: Bauwerke in Zwickau. Eine Baustilfibel mit stadtbaugeschichtlicher Einführung. Verlag Förster & Borries, Zwickau 2000, ISBN 3-00-006206-8, S. 97.